# Fides et ratio
Fides et ratio (česky Víra a rozum) je třináctá encyklika papeže Jana Pavla II., vydaná 15. září 1998. Encyklika se zabývá vztahy mezi rozumem a vírou v době, kdy západní společnost rezignuje na poznání pravdy ve světle modernismu spojeného s racionalistickým optimismem a přechází do prožívání, tj. do období postmoderny, ve které převládá názor, že není žádné jistoty, stálosti, natož smyslu. Encyklika opětovně spojuje teologii s filosofií, popisuje jejich historické propojení a rozluky a nabádá k opětovnému spojení obou věd.
Hlavními hesly encykliky jsou Poznej sám sebe, Poznáte pravdu, a pravda vás osvobodí a Snažím se pochopit, abych věřil a je psána tak, aby byla srozumitelná nejširší veřejnosti. Papež v této encyklice popsal vývoj vztahu teologie a filosofie a odsoudil moderní filozofické směry jako např. eklekticismus, historicismus, nihilismus, agnosticismus, pragmatismus, scientismus a relativismus s poukazem na to, že člověk nemá rezignovat na poznání pravdy pro filosoficky deklarované meze a podmíněnost lidských schopností nebo pro předpokládanou rovnocennost filosofických názorů. Nemá cenu vléci svůj život na okraj propasti bez toho, že bychom věděli, kam vlastně jdeme.
Hlavním motivem této encykliky je obhajoba sepětí mezi rozumem a vírou. Papež píše v úvodu: „VÍRA A ROZUM jsou jako dvě křídla, jimiž se lidský duch pozvedá k nazírání pravdy. Touhu poznat pravdu a nakonec poznat Boha samého vložil totiž do lidského srdce sám Bůh. Tím, že člověk pozná a miluje Boha, dosáhne také plné pravdy o sobě samém.“

## Poznání pravdy
Encyklika vyjádřila možnost poznání pravdy o podstatě člověka a smyslu života (zjednodušeně) takto:
1. Každodenní zkušennost člověka s utrpením (vlastním i cizím) a setkání s neznámým nevyhnutelně vede člověka k hledání pravdy. Absolutně jistá je nejprve naše existence a nevyhnutelnost smrti.
2. Bůh prostřednictvím zjeveného Krista vede lidstvo k názoru, že se chce dát poznat.
3. Bůh člověka neklame a klamat nechce. Bůh je poznáván ve svém božství, transcendenci a svrchované svobodě.
4. Bez Zjevení jako nezaslouženého daru Boha by bylo možné poznat část pravdy pouze přirozeným rozumem a druhá část by nebyla člověku přístupná, tzv. plnost milosti a pravdy.
5. Skrze toto Zjevení Krista, který seslal Ducha pravdy, poznáváme i Boha Otce.
6. Dějiny jsou tedy cestou člověka, kterou se zjevená pravda naplní působením Ducha svatého.
7. Bez víry, která "tříbí vnitřní pohled a otevírá mysl", nelze pochopit Boží tajemství. Rozum a vůle tedy vedou člověka ke svobodnému aktu víry (přijetí víry).
8. Racionalistická teze popírající jakékoli poznání, jež by nebylo výsledkem přirozené schopnosti rozumu, jsou tedy překonané. Bez víry nelze tedy ani poznat smysl Písma. Platí teze: Věřím, abych pochopil.

Encyklika také upozorňuje na omyl východních náboženství, která předpokládají, že je pravda uložena ve více naukách, i když si navzájem odporují.